# Anna Stout
Anna Stout, född 1858, död 1931, var en nyzeeländsk feminist.
Hon blev 1885 en av grundarna till Women's Christian Temperance Union New Zealand, startpunkten för den organiserade kvinnorörelsen på Nya Zeeland.